# Piz Barscheinz
Piz Barscheinz är en bergstopp i Schweiz.   Den ligger i regionen Albula och kantonen Graubünden, i den östra delen av landet, 180 km öster om huvudstaden Bern. Toppen på Piz Barscheinz är 2 617 meter över havet.
Terrängen runt Piz Barscheinz är varierad. Närmaste större samhälle är St. Moritz, 12,7 km öster om Piz Barscheinz. 
Trakten runt Piz Barscheinz består i huvudsak av gräsmarker. Runt Piz Barscheinz är det glesbefolkat, med 14 invånare per kvadratkilometer.